# Римский понтификал
Римский понтификал или Понтификал (лат. Pontificale, Pontificale Romanum) — литургическая книга Римско-католической Церкви, которая содержит обряды, исполняемые епископами.
Понтификал — практически епископский ритуал, содержащий молитвословия и правила богослужения для таинств миропомазания и священства; однако, он не включает обряды для Мессы или литургии часов, которые могут быть найдены, соответственно, в Римском Миссале и Римском Бревиарии.
Понтфикал включает в себя тексты и правила богослужения, которые существовали в старых сакраментариях и Ordines Romani, и были постепенно собраны вместе, в одном томе для большего удобства совершающего богослужения епископа. Самый ранние понтификалы датируются концом IX столетия. С середины X столетия, одна конкретная версия, известная как Римско-германской понтификал, стала доминирующей, а также широко копируемой. Тем не менее, рукописи Понтификала по-разному описываются на протяжении всего Средневековья, и Понтификал вполне мог быть описан как Liber Sacramentorum, Liber Officialis, Liber Pontificalis, Ordinarium Episcopale или Benedictionale.
При Иннокентии VIII, стандартная версия была издана для использования полного римского обряда, под названием Pontificale Romanum. Отредактированная традиционная версия, издана папой римским Львом XIII доступна онлайн в Liturgia Latina.
Служебная книга не должна быть спутана с папской летописью, также называемой Liber Pontificalis, которая используется историками ранней Римской Церкви.